# 福岡県道744号富多大城線
福岡県道744号冨多大城線（ふくおかけんどう744ごう とみたおおきせん）は、福岡県三井郡大刀洗町から久留米市に至る一般県道である。

## 概要
三井郡大刀洗町大字冨多から久留米市北野町大城に至る。
西鉄甘木線の大堰駅 - 金島駅 - 大城駅の区間に沿っている。

### 路線データ
- 起点：福岡県三井郡大刀洗町大字冨多（佐賀県道・福岡県道14号鳥栖朝倉線・福岡県道743号中尾大刀洗線交点）
- 終点：福岡県久留米市北野町大城（大城橋北交差点、福岡県道81号久留米浮羽線交点）

## 路線状況

### 道路施設

#### 橋梁
- 古賀ノ上橋（池田川、久留米市）

## 地理

### 通過する自治体
- 三井郡大刀洗町
- 久留米市

### 交差する道路
| 交差する道路                                                    | 市町村名 | 市町村名 | 交差する場所 | 交差する場所          |
| --------------------------------------------------------------- | -------- | -------- | ------------ | --------------------- |
| 佐賀県道・福岡県道14号鳥栖朝倉線 福岡県道743号中尾大刀洗線      | 三井郡   | 大刀洗町 | 大字冨多     | 起点                  |
| 福岡県道584号八重亀菅野来春線                                   | 久留米市 | 久留米市 | 北野町八重亀 |                       |
| 福岡県道81号久留米浮羽線 福岡県道740号上高橋善導寺停車場線 重複 | 久留米市 | 久留米市 | 北野町大城   | 大城橋北交差点 / 終点 |

### 交差する鉄道
- 西鉄甘木線

### 沿線
- 西鉄甘木線
  - 大堰駅 - 金島駅 - 大城駅
- 大刀洗町役場
- 久留米市立金島小学校
- 金島郵便局
- 久留米市立大城小学校
- 筑後川（大城橋）